# Tadjena
 (mai 2018).
Tadjena, anciennement Fromentin, est une commune de la wilaya de Chlef en Algérie, située à 40 km au nord ouest de Chlef par Bouzeghaia, au cœur de la Dahra à 500m d'altitude, le nom est d'origine berbère et signifie le jardin ou le ciel.
La population était de 24 413 habitants en 2008.

## Géographie
La commune dont la mairie se situe à 465 mètres d'altitude n'accueille aucune réserve naturelle sur son territoire, caractérisée par un climat méditerranéen avec été chaud.

## Transports à Tadjena
- Aéroports et aérodromes proches de Tadjena

- Aéroport de Chlef à 21.6 km

- Tiaret (Bou Chekif) à 113 km

- Mascara à 152 km

- Tafarovi à 173 km

- Aéroport d'Oran - Ahmed Ben Bella à 176 km

## Sources, notes et références
1. ↑  « Wilaya de Chlef : répartition de la population résidente des ménages ordinaires et collectifs, selon la commune de résidence et la dispersion ». Données du recensement général de la population et de l'habitat de 2008 sur le site de l'ONS.